# Miguel Ildefonso Huanca
Miguel Ildefonso Huanca (Lima, 5 de enero de 1970) es poeta y crítico literario peruano.

## Biografía
Licenciado en Lingüística y Literatura en la Universidad Católica del Perú, hizo una maestría en Escritura creativa en la Universidad de Texas en El Paso, Texas. 
Dirigió la revista virtual El malhechor exhausto (desde inicios del año 2000). 
Entre sus premios destacan el Nacional de Literatura 2017 por El hombre elefante y otros poemas Primer premio en los Juegos Florales de Tegucigalpa 2013 con el libro Escrito en los afluentes.  Premio Nacional PUCP 2009, con Libro de exilio. Premio Copé de Oro de Poesía. Petroperú, 2001 en la categoría poesía con el libro Las ciudades fantasmas.
Miguel Ildefonso comenzó hacia 1987 a escribir su primer proyecto poético, Hotel Lima, que se publicó de modo fragmentario en su primer libro, Vestigios, que salió 12 años más tarde, en 1999. 
En el intertanto, fundó junto a un grupo de jóvenes poetas veinteañeros el Movimiento Poético Neón en 1990. El nombre lo propuso uno de sus miembros fundadores, Carlos Oliva, autor de Lima o el largo camino de la desesperación. Con Neón realiza recitales en centros culturales (como Instituto Peruano Soviético con Poesía con cólera), universidades (18 de mayo de 1991, en el Auditorio de Letras de San Marcos), bares (principalmente del centro de Lima); pero, sobre todo, en las calles, desafiando así, con poesía y performances artísticas, el estado de emergencia perpetuo que vivía el país en esos años de violencia. 
Desde los años 1990 (década denominada “La Generación X” o la de “El Fin de la Historia”) la obra poetíca de Miguel Ildefonso, escrita tanto en Lima como en sus estancias en Estados Unidos y en sus viajes por Latinoamérica y Europa, se fue configurando en torno a temas de guerra (Vestigios, Heautontimorumenos, Libro de exilio, Los desmoronamientos sinfónicos); la frontera (Canciones de un bar en la frontera, Todos los trágicos desiertos, Las ciudades fantasmas); la migración (MDIH, Escrito en los afluentes, Manifiesto, Dantes); el monstruo (Himnos, El hombre elefante, Diario animal). 
En cuanto a la narrativa se puede distinguir la tetralogía que se ha dado en llamar Cuarteto lírico para el fin de la historia, compuesto por Memoria de Felipe, El último viaje de Camilo, Hotel Lima y El Paso; y  la narrativa infantil, con Pequeño libro musical y El parque de los niños perdidos.  
Ildefonso ha publicado asimismo recopilaciones de artículos literarios, crónicas, ensayos, entrevistas y antologías. A fines de 2019 publicó Esquirlas, una reunión de poemas en verso y en prosa que es una reflexión de la vida y su relación con la poesía.

## Obras

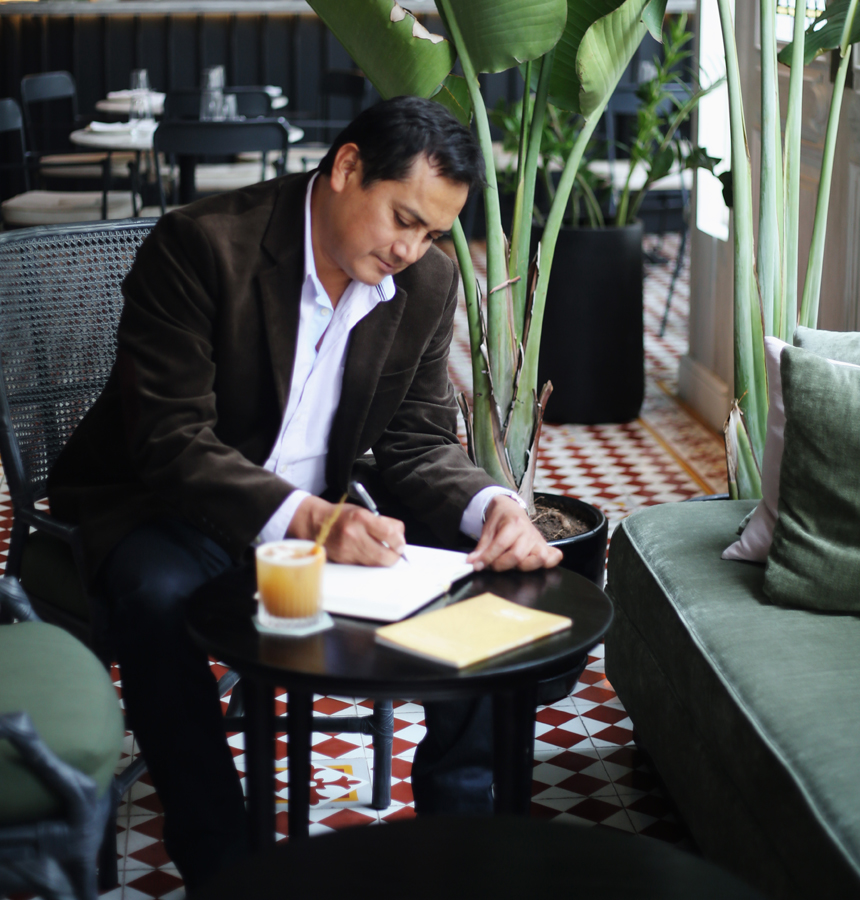
Ildefonso tomando notas

### Poesía
- Vestigios, Gonzalo Pastor editor, Lima, 1999
- Canciones de un bar en la frontera, El Santo Oficio ediciones, Lima, 2001
- Las ciudades fantasmas, Ediciones Copé. Lima, 2002
- M.D.I.H, colección El malhechor exhausto, Editorial Zignos, Lima, 2004
- Heautontimorumenos, Jakembo editores, Asunción, 2005
- Himnos, Editorial Apolo Land, Lima, 2008
- Los desmoronamientos sinfónicos, Hipocampo ediciones, Lima, 2008
- Libro de exilio, Universidad Católica, Lima, 2009
- Dantes , Lustra editores, Lima, 2010
- Todos los trágicos desiertos, Colección Underwood, Lima, 2010
- Escrito en los afluentes, Tegucigalpa, 2015
- Diario animal, Hipocampo Editores, Lima, 2016
- El hombre elefante y otros poemas, Asociación Peruana-Japonesa Fondo Editorial, Lima, 2016
- Manifiesto, Hanan Harawi Editores, Lima, 2016
- Esquirlas, Dentro Ediciones, Lima, 2019

## Novelas
- El Paso, Estruendomudo editores, Lima, 2005
- Hotel Lima, Mesa redonda editores, Lima, 2006
- El último viaje de Camilo, Norma, Lima, 2009
- Pequeño libro musical, Vagón Azul, Lima, 2009
- El parque de los niños perdidos, Eclosión & Vagón Azul, Lima, 2012
- Memoria de Felipe, Mdih Editores, Lima, 2018

## Antologías
- 21 Poetas. Geografía del silencio, poesía, Editorial Zignos, Lima, 2004
- 19 Poetas peruanos. Muestra poética del 2000, Revista Virtual Lapsus, 2006
- Nuevos lances. Otros fuegos, Editorial recreo,  Lima, 2007
- Morada poética, Ediciones Vagón Azul, Lima, 2007
- Memorias in santas, en coautoría con Roxana Crisólogo; Ediciones Flora Tristán, Lima, 2007
- Habitó entre nosotros, Ediciones Paracaídas, Lima, 2008

## Libros virtuales
- Museo Apolineo, Literatura en PDF ediciones, 2012[3]
- 31 modelo para desarmar. Muestra de poesía iberoamericana actual, Literatura en PDF ediciones, 2012[4]

## Premios y reconocimientos
- Premio Nacional de Literatura 2017 en la categoría poesía, otorgado por el Ministerio de Cultura
- Ganador del IX Concurso Nacional de Poesía, premio «José Watanabe Varas» 2015 por El hombre elefante y otros poemas[5]
- Premio en los Juegos Florales de Tegucigalpa 2013, categoría poesía, con Escrito en los afluentes[6]
- Premio Nacional PUCP 2009 en la categoría poesía, con Libro de exilio[2]
- Ganador del Concurso de cuentos 2004 de la Asociación Peruana-Japonesa
- Ganador del II Concurso de cuentos ACJ – Alfredo Bryce 2003
- Ganador del X Premio Copé de Oro de Poesía (Petroperú), 2001
- Primer Puesto del III Premio de Poesía “Luces de Bohemia” del Departamento de Literatura de la Universidad de Texas en El Paso, 2001
- Primer Puesto del I Premio de Poesía “Luces de Bohemia” del Departamento de Literatura de la Universidad de Texas en El Paso, 1999
- Primer Puesto en los Juegos Florales 1995 de la Universidad Católica del Perú